# Фриц Харман
Фридирх „Фриц” Хајнрих Карл Харман рођен је 25. октобра 1879. године у Хановеру, где је и погубљен 15. априла 1925. године. Био је немачки серијски убица, познат као „Вампир из Хановера”. Убио је најмање 24 млада мушкарца пре него што је ухапшен и осуђен на смрт, одрубљивањем главе.